# Czechosłowacja na Letnich Igrzyskach Olimpijskich 1948
Czechosłowację na Letnich Igrzyskach Olimpijskich 1948 reprezentowało 87 zawodników, 73 mężczyzn i 16 kobiet.

## Zdobyte medale
| Medal  | Zawodnik | Dyscyplina    | Konkurencja               |
| ------ | --- | ------------- | ------------------------- |
| Złoto  | Emil Zátopek | Lekkoatletyka | Bieg na 10 000 m          |
| Złoto  | Július Torma | Boks          | Waga półśrednia           |
| Złoto  | Josef Holeček | Kajakarstwo   | C-1 1000 m                |
| Złoto  | František Čapek | Kajakarstwo   | C-1 10 000 m              |
| Złoto  | Bohumil Kudrna Jan Brzák | Kajakarstwo   | C-2 1000 m                |
| Złoto  | Zdeňka Veřmiřovská Zdeňka Honsová Miloslava Misáková Věra Růžičková Božena Srncová Milena Müllerová Olga Šilhánová Marie Kovářová | Gimnastyka    | Wielobój drużynowo kobiet |
| Srebro | Emil Zátopek | Lekkoatletyka | Bieg na 5000 m            |
| Srebro | Václav Havel Jiří Pecka | Kajakarstwo   | C-2 10 000 m              |
| Brąz   | Zdeněk Růžička | Gimnastyka    | Ćwiczenia na podłodze     |
| Brąz   | Leo Sotorník | Gimnastyka    | Skok                      |
| Brąz   | Zdeněk Růžička | Gimnastyka    | Kółka                     |